# Rachel Nicholls
Rachel Nicholls (* 1975 in Bedford, England) ist eine englische Sopranistin. Sie gilt als herausragende zeitgenössische dramatische und auch konzertante Sängerin. Nicholls verbindet als Sängerin eine warme, lyrische Stimme mit herausragendem musikalischem Können und der Beherrschung mehrerer Sprachen (unter anderem Deutsch). Nicholls ist mit dem britischen Bassbariton Andrew Slater verheiratet.

## Werdegang
Nicholls studierte zunächst Französisch und Linguistik an der Universität von York. Ab 1998 studierte sie am Royal College of Music in London bei Kathleen Livingstone Gesang. 2001 gewann sie beim Operngesangwettbewerb „Kathleen Ferrier Award“ in London einen zweiten Preis. Sie arbeitete mit Dirigenten wie Andrew Davis, Colin Davis, John Eliot Gardiner, Valery Gergiev, Richard Hickox, Jean-Claude Malgoire und Simon Rattle, und mit Orchestern wie dem Academy of St Martin in the Fields, BBC Symphony Orchestra, Britten Sinfonia, City of Birmingham Symphony Orchestra, La Grande Écurie et la Chambre du Roy, the Orchestra of the Age of Enlightenment und dem Philharmonia Orchestra London zusammen. Nicholls studiert zurzeit bei der britischen Sopranistin Anne Evans speziell Wagner-Repertoire. Nicholls unterrichtet selbst an der Musik Fakultät der Universität von York und anderen Instituten Gesang.

### Oper
Nicholls gab 2001 ihr Operndebüt an der Royal Opera in London als drittes Blumenmädchen in Wagners Parsifal unter Sir Simon Rattle. Weitere Rollen in ihrem Opernrepertoire sind die Lisa in Tschaikowskis Oper Pique Dame, Sepp (Pepik) in Leoš Janáček Oper Das schlaue Füchslein, die Nymphe Echo in Richard Strauss Oper Ariadne auf Naxos. Rachel Nicholls ragt besonders in Opernrollen aus dem Werk Richard Wagners wie die Sieglinde in der Walküre und Brünnhilde im Ring-Zyklus heraus.

### Konzert
Als Konzertsängerin trat Nicholls unter anderem mit folgenden Orchestern auf: Brighton Philharmonic Orchestra, the Britten Sinfonia, the City of Birmingham Symphony Orchestra, the Darmstadt Hofkapelle, Florilegium, the Gdansk Music Festival, the Hanover Band, Huddersfield Choral Society, the London Handel Players, the London Mozart Players, the London Philharmonic Orchestra, the Mikkeli City Orchestra, the Orchestra of St John’s, the Orchestra of the Age of Enlightenment, Le Parlement de Musique, the Philharmonia Orchestra, the Royal Scottish National Orchestra and the Scottish Chamber Orchestra. Nicholls hat ein sehr breites Konzert-Repertoire wie beispielsweise das Requiem von Verdi, die Wesendonck-Lieder von Richard Wagner oder die Glagolitische Messe von Janáček. Sie sang unter anderem die h-Moll-Messe Bachs mit dem Bach Collegium Japan unter Masaaki Suzuki im Gedenken an die Opfer der Nuklearkatastrophe von Fukushima an der Valparaiso University und in der Carnegie Hall in New York.

## Aufnahmen
Rachel Nicholls hat verschiedene Bach Kantaten unter der Leitung von Masaaki Suzuki in historischer Aufführungspraxis aufgenommen. In der Kantate Liebster Jesu, mein Verlangen BWV 32 agiert sie als Seele (Sopran) im Gespräch mit Jesu (Bass). Die Kantate endet in einer Gavotte, einem Liebesduett zweier Stimmen. 2007 nahm sie ebenfalls unter Suzuki zusammen mit Carolyn Sampson, Robin Blaze, Gerd Türk und Peter Kooy Bachs h-Moll-Messe auf.